# The Star River Tavern
The Star River Tavern (chinesisch 星河旅馆, Pinyin Xīnghé lǚguǎn, englisch Star River Hotel – „Milchstraßen-Hotel, Milchstraßen-Gasthof, Milchstraßen-Taverne“) ist ein Chorwerk des chinesischen Komponisten Jin Chengzhi, des künstlerischen Leiters der Shanghai Rainbow Chamber Singers (kurz Rainbow Choir).

## Zum Werk
Die Chorsuite besteht aus 13 Musikstücken. Neben dem mehrstimmigen Chorgesang enthält die Musik auch Samples, Gesangseinlagen und reichhaltige Performances. Der vielstimmige Chor bildet dabei den wichtigsten Erzähler. Die Orchestrierung ist durchsetzt mit sich abzeichnenden elektronischen Elementen und einigen besonderen und seltenen Instrumenten, die eine Geschichte über eine scheinbar reale Begegnung mit dem Polarwald erzählen. Die Geschichte, die diese Suite erzählt, ist eine 90-minütige Reise in die Welt der Fantasie. Sie spielt im Jahr 1982. Der Protagonist, dessen Vater gestorben ist und dessen Frau ihn verlassen hat, fährt ziellos im hohen Norden umher, ungebunden und verzweifelt – bis er auf ein seltsames Hotel im Wald stößt. Das Hotel nimmt keine Menschen auf, und man kann nur einchecken, wenn man „Erinnerungen teilt“ (分享回忆). Es gibt mysteriöse Gäste und Bosse, und es gibt auch die Möglichkeit, sich zu „erinnern“ (记得) oder zu „vergessen“ (忘掉).

## Sätze
Das Werk besteht aus den folgenden Sätzen:
- 1. Lutu 路途 („Auf der Straße“ /The Road Dim at Dusk)
- 2. Chenhun senlin 晨昏森林 („Zwielicht des Waldes“ /The Forest in Twilight Glow)
- 3. Bu huanying! moshengren 不欢迎！陌生人 („Nicht willkommen! Fremder“ /Stranger, You Are not Welcome!)
- 4. Xiaban kuaile 下班快乐 (Arbeitsende Fröhlichsein /The Happy Hour off Work)
- 5. Ranshao de hengxing! pang maoren 燃烧的恒星！胖猫人 (Zündet den Stern an! Fette Katze /Fatty Cat the Burning Star)
- 6. Pao! pao! qilai genzhe liuxing 跑！跑！跑起来跟着流星 (Lauf! Lauf! Lauf, folge dem Meteor! /Run! Run! Run after the Meteors!)
- 7. Liulang de xiaoxingxing yuanwuqu 流浪的小行星圆舞曲 (Die fließenden Asteroiden, die Walzer tanzen / The Roaming Asteroids, Who Waltz)
- 8. Huixing shouwang zhe 彗星守望者 (Der Komet, der ein wartender ist /The Comet, Who Waits)
- 9. Weixing kaer men 卫星卡尔们 (Satellit Carmen /The Many Moons all Called Carl)
- 10. Dubai zhe aixingxing 独白者矮行星 (Zwergplanet, der grunzt /The Dwarf Planet, Who Grunts)
- 11. Heidong yu reshuizao 黑洞与热水澡 (Schwarzes Loch und Heißes Bad /The Black Hole and a Hot Bath)
- 12. Zuigui jingjiu qu 醉鬼的敬酒曲 (Ein Trinkspruch vom Betrunkenen /A Toast from the Drunk)
- 13. Xinghe 星河 (Sternfluss /The Star River)

## Aufführungen
Die Chorsuite wurde Ende 2019 uraufgeführt und bildete ein wichtiges Werk für die Saison 2021 des Rainbow Choir. Am 27. August 2021 wurde das Set Star River Hotel mit 13 Titeln veröffentlicht.
Das Werk wurde vom Shanghai Rainbow Chamber Choir in verschiedenen großen Konzertsälen Chinas zur Aufführung gebracht, darunter die Beijing Concert Hall 北京音乐厅 und das Jiangsu Grand Theatre 江苏大剧院, auch auf Video-Plattformen, wie WeChat und Tencent wurde es von dem Chor aufgeführt.